# Zhob (Distrikt)
Der Distrikt Zhob (Urdu ضلع ژوب) ist ein Verwaltungsdistrikt in Pakistan in der Provinz Belutschistan. Sitz der Distriktverwaltung ist die gleichnamige Stadt Zhob.

## Geografie
Der Distrikt liegt im Norden der Provinz Belutschistan, an der Grenze zur Nachbarprovinz Chaibar Pachtunchwa (Khyber Pakhtunkhwa). Ein Großteil des Bezirks Zhob besteht aus rauem, bergigen und nur schwer zugänglichen Gelände. Der Fluss Zhob durchfließt das Gebiet und wird zur Bewässerung genutzt.

## Klima
Das Klima ist kontinental und im Winter verhältnismäßig kalt. Die Region erhält im Sommer starke Niederschläge. Die hügeligen Gebiete in größerer Höhe erleben starken Schneefall und Schneestürme im Winter.

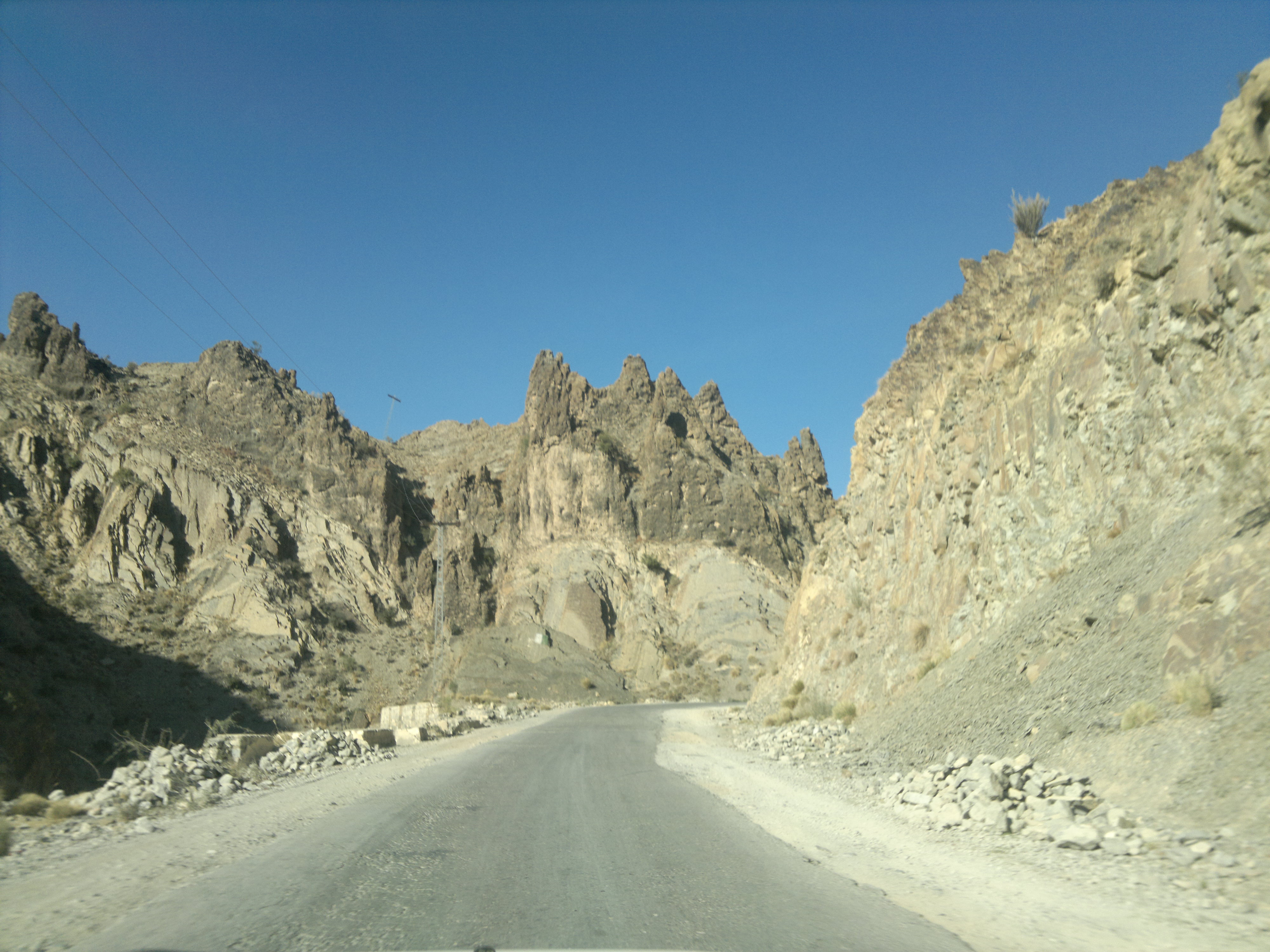
Landschaft nahe der Stadt Zhob

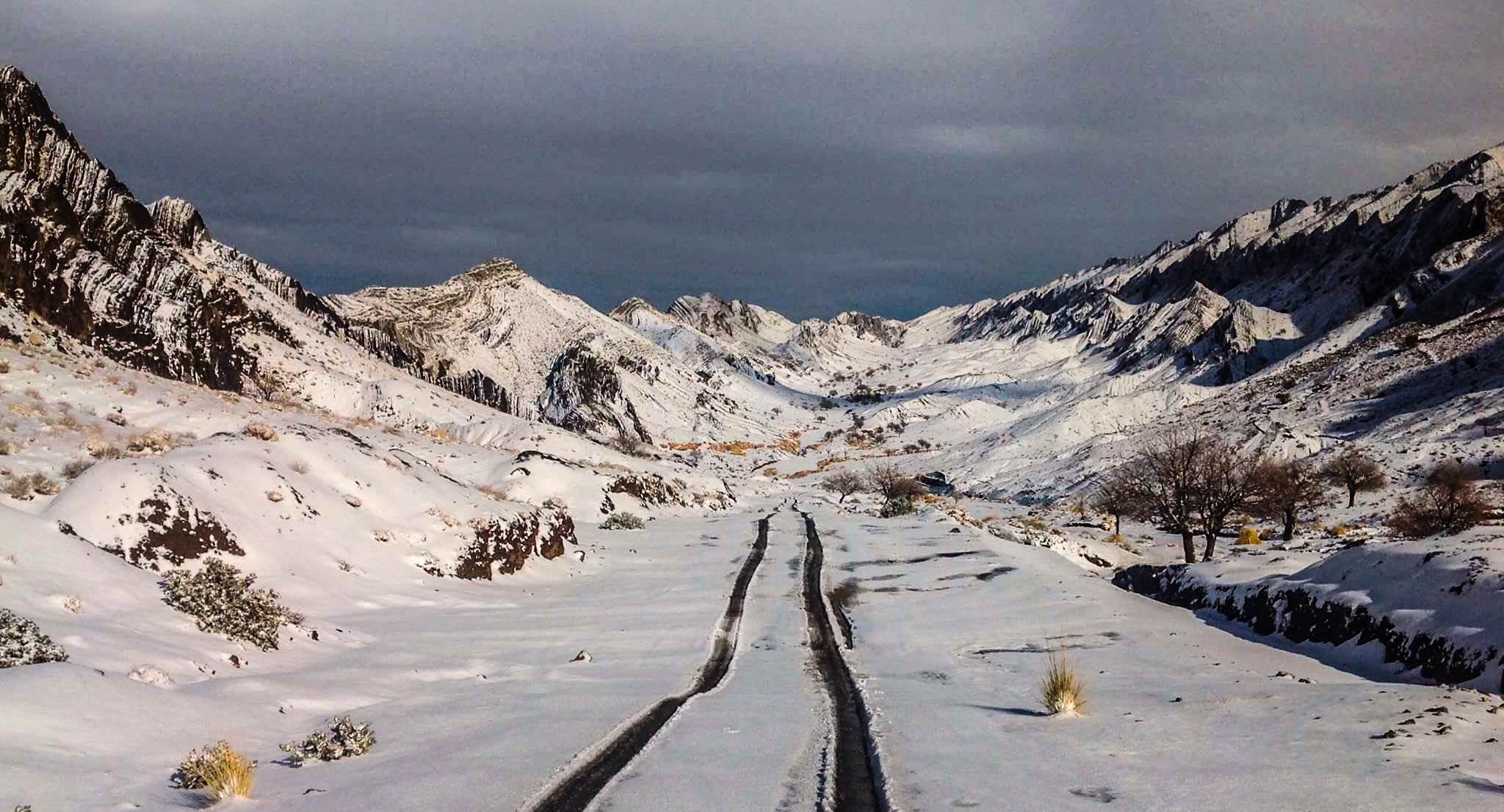
Schneefall im Winter im Bergland

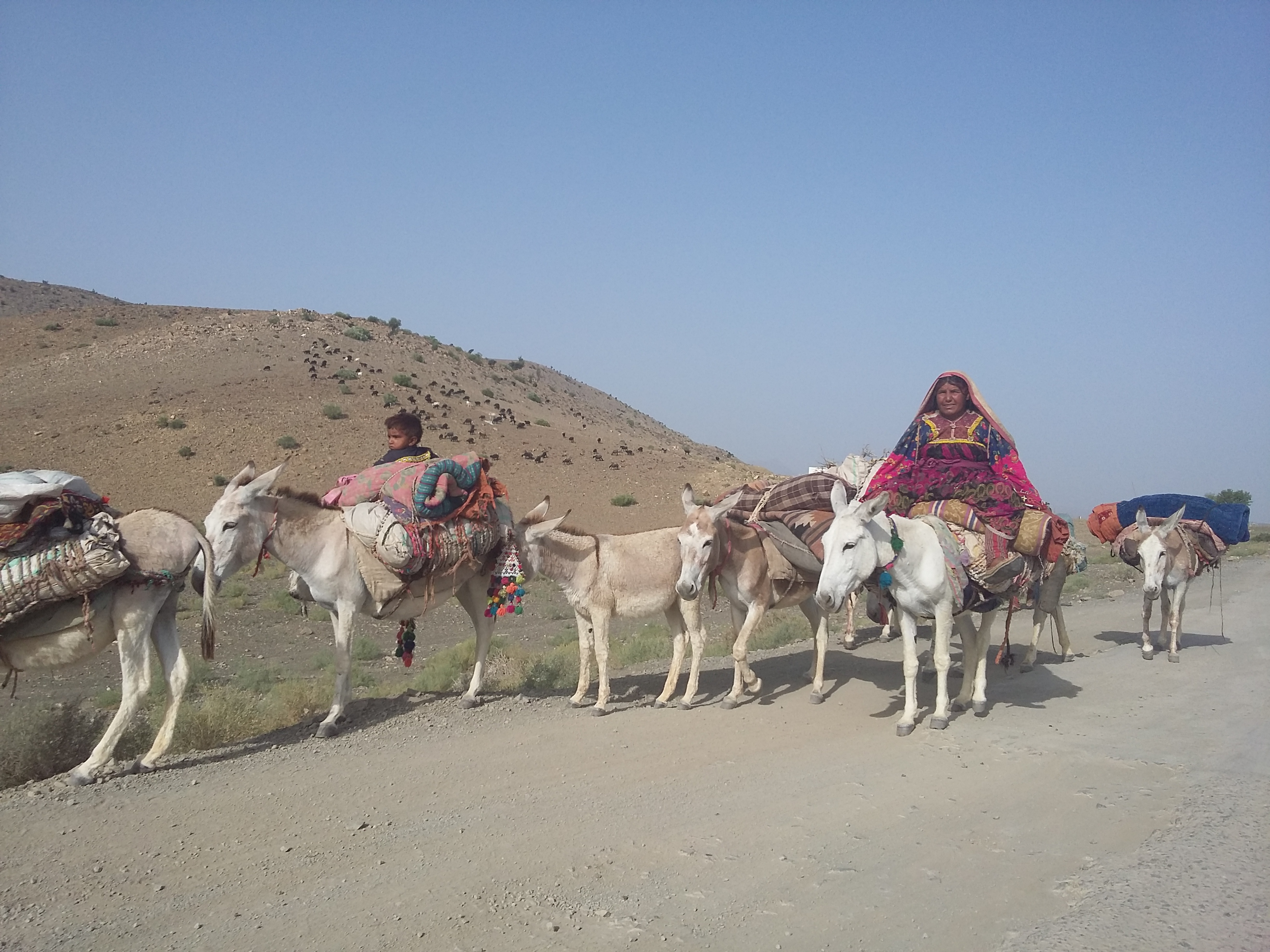
Nomaden

|                       | Jan | Feb | Mär | Apr  | Mai | Jun  | Jul | Aug | Sep | Okt | Nov | Dez |   |       |
| Mittl. Tagesmax. (°C) | 10  | 15  | 26  | 28   | 35  | 37   | 36  | 35  | 33  | 30  | 23  | 18  | ⌀ | 27,2  |
| Mittl. Tagesmin. (°C) | −5  | −2  | 6   | 9    | 15  | 18   | 18  | 17  | 13  | 9   | 3   | 2   | ⌀ | 8,6   |
|                       |     |     |     |      |     |      |     |     |     |     |     |     |   |       |
| Niederschlag (mm)     | 21  | 8   | 6   | 21,6 | 5,3 | 74,8 | 122 | 19  | 15  | 0   | 0   | 12  | Σ | 304,7 |

| −5 |

| −2 |

| 6 |

| 9 |

| 15 |

| 18 |

| 18 |

| 17 |

| 13 |

| 9 |

| 3 |

| 2 |

| −5 |

| −2 |

| 6 |

| 9 |

| 15 |

| 18 |

| 18 |

| 17 |

| 13 |

| 9 |

| 3 |

| 2 |

## Geschichte
Die Region gilt als ein Kernland der Paschtunen (Afghanen). Qais Abdul Rashid, der legendäre Stammvater der Paschtunen, soll im 5. Jahrhundert hier geboren worden sein. Der chinesische Reisende Xuanzang beschrieb im 7. Jahrhundert die Gegend als von Paschtunen bewohnt. Anfang des 13. Jahrhunderts geriet das Land in den Einflussbereich des Mongolenreichs. Im Jahr 1398 wurde eine Militärexpedition gegen die Afghanen in diesem Gebiet von Pir Muhammad, dem Enkel Timurs durchgeführt. Viele befestigte Plätze und Bauten im Distrikt Zhob werden den Moguln zugeschrieben, obwohl es hierfür keine gesicherten Zeugnisse gibt. Unter Nader Schah (1736–47) gehörte Belutschistan zum Persischen Reich und unter Ahmad Schah Durrani (1747–73) zum großafghanischen Durrani-Reich. Nach verschiedenen kriegerischen Auseinandersetzungen wurde die Region 1881 von den Briten teilweise besetzt und das Zhob-Tal wurde nach einer kleinen Militärexpedition unter Robert Groves Sandeman exploriert. Im Dezember wurde der Ort Apozai eingenommen und später in Fort Sandeman umbenannt. Die Region wurde 1890 zunächst als Zhob Agency und Teil Britisch-Indiens organisiert. Mehrere Distrikte wurden gebildet, darunter auch der Distrikt Fort Sandeman. Während der gesamten britischen Kolonialzeit blieb dieser ein unruhiger Distrikt, und die Kolonialverwaltung konnte die Stämme nur teilweise unter Kontrolle bringen. 1924 wurde der örtliche britische Distriktverwalter ermordet und während der beiden Weltkriege waren britische Militärposten ständig auf der Hut vor Überfällen. Nach dem Ende der britischen Kolonialherrschaft 1947 und während der Zugehörigkeit zu Pakistan wurde der Distrikt Fort Sandeman 1970 Teil der neu geschaffenen Provinz Belutschistan. Am 30. Juli 1976 wurden Stadt und Distrikt auf Veranlassung von Premierminister Zulfikar Ali Bhutto anlässlich eines Besuchs im Distrikt in Zhob umbenannt. Im Jahr 2006 wurden die Distrikte Harnai und Sherani aus Teilen von Zhob neu gebildet.

## Verwaltungsgliederung
Der Distrikt ist administrativ in zwei Tehsils (Qamar Din Karez und Zhob) und drei Sub-Tehsils (Ashwat, Kashatoo und Sambaza) unterteilt (Stand 2017).

## Demografie
Der Distrikt hatte bei der Volkszählung 2017 eine Fläche von 15.987 km² und 310.354 Einwohner. Die Bevölkerungsdichte lag bei 19 Einwohner/km².
Die überwiegende Mehrheit der Bevölkerung des Bezirks Zhob bildeten Paschtunen, deren Sprache Paschtunisch auch die Mehrheitssprache (96,0 %) ist. Zu den indigenen paschtunischen Stämmen von Zhob zählen die Mandokhail, Khosti, Sherani, Kakar, Harifal, Lawon und Babar. Minderheitssprachen waren Saraiki (1,7 %), Panjabi (0,9 %) und Urdu (0,7 %). Zwischen 1998 und 2017 wuchs die Bevölkerung um jährlich 2,51 %. 14,81 % lebten in städtischen Regionen. Das Geschlechterverhältnis lag bei 118,38 Männern pro 100 Frauen und zeigte damit einen in Pakistan häufig zu findender Männerüberschuss. Der Alphabetisierungsgrad lag bei 33,4 % (Männer 43,1 %, Frauen 22,0 %).
| Jahr | Einwohnerzahl |
| ---- | ------------- |
| 1998 | 193.458       |
| 2017 | 310.354       |